# Nieledwia
Nieledwia est une localité polonaise de la gmina de Milówka, située dans le powiat de Żywiec en voïvodie de Silésie.

## Histoire
De 1975 à 1998, la localité fait partie administrativement de la voïvodie de Bielsko-Biała.

## Population
En 2021, la localité compte 949 habitants.